# Grindhausen
Grindhausen (luxemburgisch Grandsenⓘ) ist ein Ortsteil von Clerf, Kanton Clerf, im Großherzogtum Luxemburg.

## Lage
Grindhausen liegt nördlich von Clerf im Ösling. Nachbarorte sind Hüpperdingen im Norden, Fischbach im Südosten und Urspelt im Südwesten.

## Allgemeines
Grundhausen gehört zu den kleinsten Ortschaften im Gemeindegebiet von Clerf. Bis 2011 gehörte Grindhausen zur Gemeinde Heinerscheid, welche dann nach Clerf eingemeindet wurde.